# フローサイトメトリー

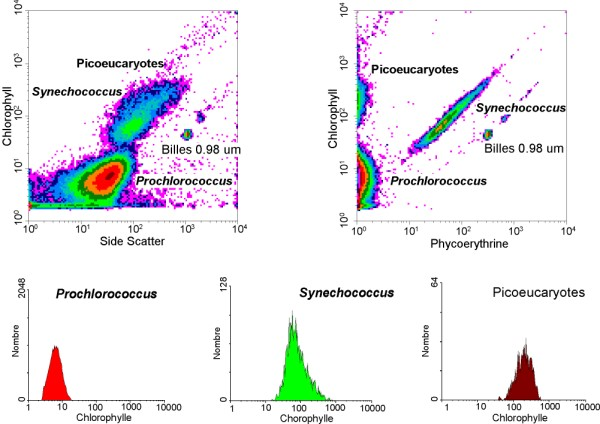
海洋性ピコ植物プランクトンの分析例

フローサイトメトリー (英語: flow cytometry) とは、微細な粒子を流体中に分散させ、その流体を細く流して、個々の粒子を光学的に分析する測定手法のことである。

## 概要
微粒子を選択的に回収することもできる。フローサイトメトリーに用いられる装置をフローサイトメーター (flow cytometers) と呼ぶ。分取する装置をソーターと呼び、分取機能を持たない装置をアナライザと呼ぶ。主に細胞を個々に観察する際に用いられる。
一定波長の光線（通常はレーザー光）を流体に当て、通常は、光線から僅かにずれた方向（光線と同軸上では光源からの強い光によって検出器が飽和してしまう為）の前方散乱（Forward Scatter = FSCと略す）と、光線と直角の方向の側方散乱（Side Scatter = SSC）を検出する。また微粒子を蛍光物質で標識し、レーザー光によって生じた蛍光を検出する蛍光検出器が一つかそれ以上備えられている装置が多い。これらの検出器によって流体中の粒子が影響を及ぼした光、および蛍光を検出する。これらの検出された光の集合から粒子の物理・化学的性質を推定することができる。
細胞の場合、FSCからは細胞の大きさが、SSCからは細胞内の複雑さ（核の形、細胞内小器官、膜構造などに由来）を分析できる。各検出器の組み合わせ、蛍光物質や免疫染色により非常に多様な分析が可能である。
近年では複数の光線と検出器を装備した装置が市販されており（光線4種、検出器14種など）、複数の抗体を用いることでより同時に高度な分析できるようになっている。またセルソーターを標準装備した装置もあり、シースの流路を切り換えることで高精度かつ高速で目標粒子を分取できる。市販の装置では最大4種類の集団に分出でき、理論的には1秒当り90,000個の粒子を処理できる。

## 歴史
1947年、Wallace Coulterにより原理が考案され、1953年に流体による細胞数の計測器を実用化。1965年にMarck Fulwylerによりセルソーターが開発。1969年にはVan Dillaによりアルゴンレーザーを搭載したフローサイトメーターが開発された。

## ハードウェア

### 流体システム
微粒子の光学特性を正確に測定するには、いかなるフローサイトメーターにおいても細胞が集束レーザービームの中心を均一に通過する必要がある。 流体システムは、微粒子の1つずつにレーザービームをあてながら機器を通過させるよう設計されている。セルソーティング機能を備えたフローサイトメーターにおいては、流路を通して選別された微粒子をコレクションチューブまたはウェルに集める。

#### 流体力学的絞り込み
流体中で微粒子を正確に位置取りするために、ほとんどのフローサイトメーターで流体力学的絞り込み（ハイドロダイナミックフォーカシング）が使用されている。微粒子が懸濁したサンプル液は、外側をシース液の流れに囲まれ流路を移動する。サンプルの流れはコアを形成し、シース液の中心に維持される。
サンプル液の注入速度、または微粒子がレーザー照射部を通過する速度は、サンプルコアかかるシース液の圧力によって制御される。最適な条件下では、中央の流体の流れと鞘の流体は混合しません。サンプル注入速度、または微粒子がレーザー総合に流れる速度は、サンプルコア上のシース液の圧力によって制御される。最適な条件下では、サンプルコア液とシース液は混ざることとがない。

#### 音響絞り込み
一部のフローサイトメーターでは、音響集束技術が流体力学的絞り込みをサポートするために音響絞り込み（アコースティックフォーカシング）が用いられている。まずサンプル液に音波（> 2 MHz）を当てサンプルを予備的に絞りこんだ後、シース液に注入する。事前に絞り込まれた微粒子がサンプルコア内を流れることで、特に高いサンプル入力レートでのデータ精度を向上することができる。

### 光学検出系

#### 光学フィルター
微粒子に照射されたレーザー光は、散乱光と、標識としてサンプルに添加された蛍光色素から放出された蛍光として得られる。散乱光と蛍光は光学フィルターとダイクロイックミラーで選別され、光電子増倍管(PMT)やアバランシェフォトダイオード(APD)などの検出器に誘導される。光学フィルターには、その特性により、バンドパスフィルター（BPF）、ローパスフィルタ―（LPF）、ハイパスフィルター（SPF）があるが、 ほとんどのフローサイトメーターは、ダイクロイックミラーとバンドパスフィルターを採用し、光学スペクトルの特定のバンドを選定している。

#### プリズム、回折格子、スペクトルフローサイトメトリー
スペクトルフローサイトメトリーでは、マーカーが発した放射光はプリズムまたは回折格子によって、検出器アレイ全体に投射される。これにより、各粒子の全スペクトルを測定することができる。使用された色素の参照スペクトルと自己蛍光スペクトルを差し引くことで、個々の微粒子のスペクトルが得られる。

#### イメージングフローサイトメトリー
イメージングフローサイトメトリー（IFC）は、1つの微粒子から複数の画像を取得し解析する方法。電荷結合素子（CCD）または CMOSを搭載した検出器で画像を検出、処理することで、高感度かつ個々の微粒子の形態解析や分子局在の定量解析が可能である。

## 適用分野
フローサイトメトリーは分子生物学をはじめ病理学、免疫学、海洋生物学などで用いられている。さらに分子生物学的な手法である蛍光で標識した抗体を用いることで標的細胞を特定する方法は、細胞分化の研究だけでなく医学分野でも利用価値が高く移植、腫瘍免疫学、化学療法、遺伝学、再生医学などで用いられている。
植物による適用においては、標識したDNA量を測定することにより倍数性の特定が可能である。

## 血液学における表面マーカーの解析
急性白血病、多発性骨髄腫、悪性リンパ腫の診断には血球細胞の表面マーカーの解析が欠かせず、フローサイトメトリーが用いられる。急性白血病や骨髄腫の多くは腫瘍細胞が半分以上を示すことが多いため、抗原発現状態を把握しやすい。しかし悪性リンパ腫の場合は反応性リンパ球が混入するためチャートを読み、ACP（abnormal cell population）を見出すこととなる。以下にACPを見出す手がかりを纏める。
immunophenotype-1
免疫グロブリン軽鎖の発現による偏り、即ちlight chain restriction（LCR）の有無を調べる。正常反応の場合はκ鎖とλ鎖それぞれ陽性の細胞が混入するが大部分の悪性リンパ腫ではどちらかに片寄る場合が多い。LCRの基準としてはκ鎖がλ鎖の3倍以上またはλ鎖がκ鎖の2倍以上でとる。
immunophenotype-2
汎T細胞抗原（CD2,CD3,CD5,CD7、TCRαβ鎖）や汎B細胞抗原（CD19,CD20,CD22,CD79a）のうち、1つないしそれ以上の抗原が発現していないとき、または異系列の抗原が出現しているとき、ACPの可能性がある。
immunophenotype-3
末梢のリンパ装置では存在しないか極端に少ない細胞（CD1a陽性T細胞、CD4+CD8+細胞、γδTリンパ球、NK細胞、顆粒球、単球など）が検体全体の10％を超えた場合はACPである可能性が高い。
代表的なスクリーニング検査で用いられる場合、フローサイトメトリーの各チャートは以下のようになる。
λ鎖とκ鎖
両方が陽性の細胞があったり、LCRがある場合はB細胞性のリンパ腫の可能性がある。
CD45とCD22
CD45は白血球共通抗原であり、ゲーティングでも用いられる抗原である。リンパ球の反応性増加ならばCD45、CD22はともに陽性となる。大型細胞群においてCD45陰性の細胞が優勢となったら非白血球系の病変も考える。
CD19とCD13
B細胞性リンパ腫（特にリンパ芽球）や顆粒球肉腫ではCD19とCD13がともに陽性となることがある。CD19の有無に関係なく、CD13陽性の場合はCD33、CD34、MPOといった骨髄球系のマーカーを追加するべきである。
CD20とCD5
両方陽性となるのはCLLやB細胞性またはT細胞性の悪性リンパ腫の一部である。
CD10とCD2
CD10陽性のT細胞はT細胞性腫瘍の場合にあるパターンである。B細胞性の腫瘍でもCD2、CD10陽性となる場合もあるが、その他のACPで既にわかっている。
CD7とTCRαβ
反応性の場合は両方とも陽性となる。偏りがある場合はACPである可能性がある。
CD56とCD3
NK細胞腫瘍の場合は両方が陽性となることが多い。NK細胞は大型の細胞なのでゲーティングにて大型細胞を狙っているのかを確かめる必要がある。
CD4とCD8
偏りだけでは腫瘍性か否かの判定はできない。両方陽性、両方陰性の場合は腫瘍の可能性がある。T-LBLかATLLが可能性として考えられる。その場合、CD1a、CD34、TdT、HLA-DR、CD25も精査する。CD8に偏っている場合はEBウイルスによる反応性やホジキンリンパ腫の可能性はある。
TCRγδとCD30
両方陽性の場合は未分化大細胞性リンパ腫、γδ細胞性リンパ腫の可能性がある。ホジキンリンパ腫ではCD30陽性細胞をみることもある。